# John DiMaggio
John William DiMaggio (n. 4 septembrie 1968, North Plainfield⁠(d), New Jersey, SUA) este un actor american.